# 2017年德黑兰袭击

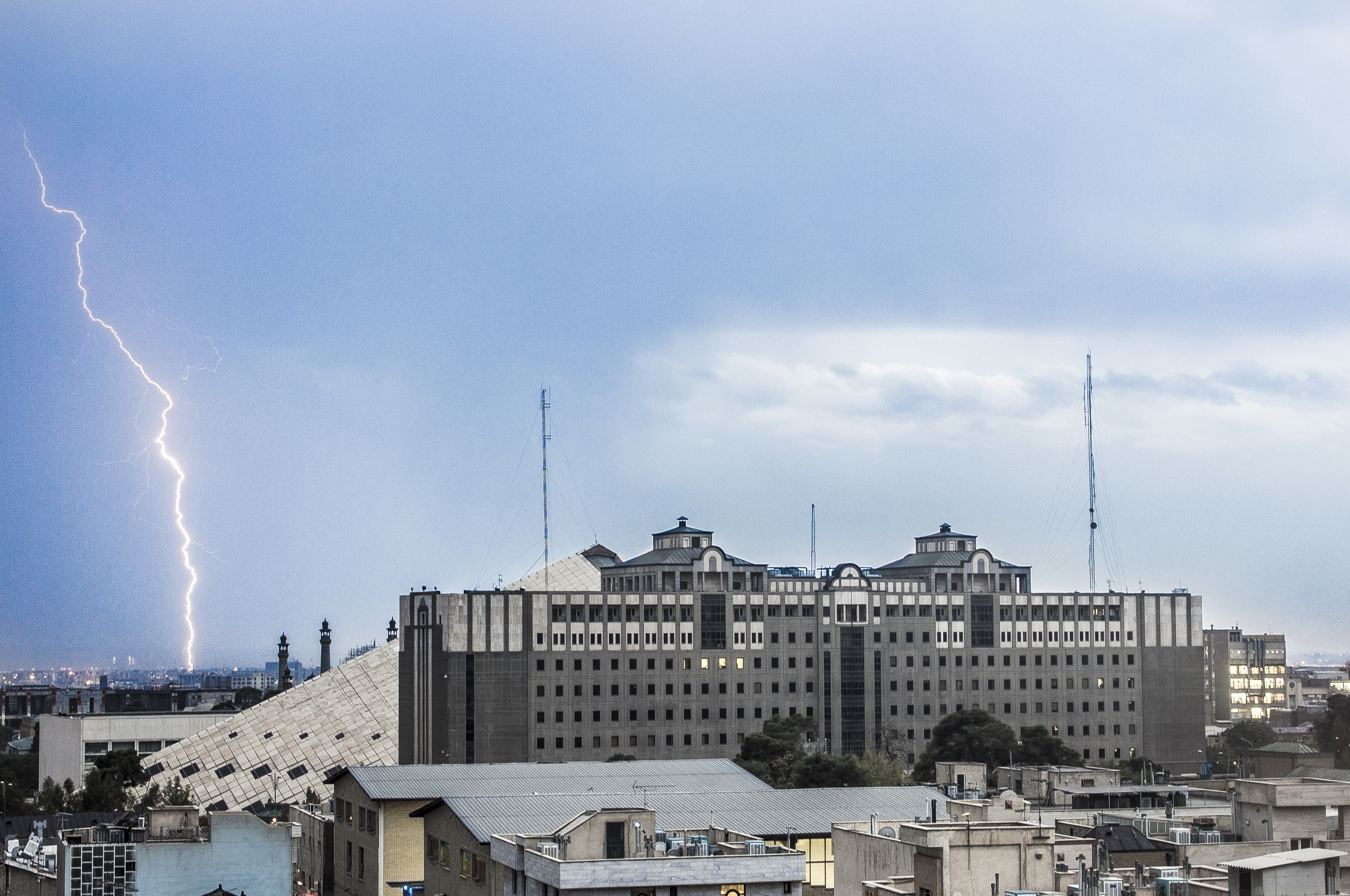
袭击发生地点之一——伊朗议会大厦

2017年6月7日，多名袭击者袭击了位于伊朗首都德黑兰的伊朗议会大厦和霍梅尼陵，造成13人死亡、43人受伤。伊朗官方已将事件认定为恐怖袭击。此次袭击也被认为是伊朗伊斯兰革命以来最严重的恐怖袭击。

## 案发经过
伊朗夏令时间（UTC+4:30）2017年6月7日上午，四名袭击者身着女装，携带AK-47步枪等武器，化装成访民进入伊朗议会大厦，并发动袭击。随后袭击者与担任议会大厦安保工作的伊斯兰革命卫队士兵交火，造成多人死伤。一名袭击者在议会大厦4楼自爆身亡，其余三人被击毙。
另外，几乎在伊朗议会大厦发生袭击的同时，在伊朗前最高领袖霍梅尼的陵寝——霍梅尼陵，三名袭击者向人群开枪，造成人员伤亡。随后军警赶往现场，击毙一名袭击者，一名袭击者自爆身亡，另一名袭击者受伤被捕。
此外，伊朗内政部宣布，政府方面还在德黑兰抓捕了另一个试图发动恐怖袭击的团伙。

## 反应
伊朗警方封锁了两处事发现场，并展开搜捕行动。伊朗内政部长阿卜杜礼萨-拉赫玛尼-法兹里已下令在德黑兰召开安全紧急会议。伊朗议会议长拉里贾尼称这次袭击是“一些胆小的恐怖分子”制造的“小事故”，并表示当局将对那些肇事者采取“严肃措施”。而伊朗革命卫队在一份声明中称，袭击的幕后主使是美国和沙特。

### 國內反應
伊朗最高领袖哈梅内伊发表讲话，称这些“烟花爆竹”影响不了伊朗，恐怖袭击无法削弱伊朗的意志，并誓言这些恐怖分子“不久将被消灭”。

### 國際反應
包括欧盟、俄罗斯、黎巴嫩、意大利、亚美尼亚、伊拉克、叙利亚、土耳其、印度、阿塞拜疆、德国、美国、英国在内，多个国家和国际组织纷纷表示对恐怖袭击予以谴责，对受害者表示慰问。
美国总统唐納·川普發表了一個聲明，為“恐怖襲擊事件的無辜受害者”而祈禱，並表示“支持恐怖主义的国家正陷入自己助长的邪恶之中”。伊朗外交部长穆罕默德·贾瓦德·扎里夫拒絕了川普的聲明，稱川普的说法是“令人厭惡的”。 美国外交关系协会主席理查德·哈斯，也批評了川普的發言，他在Twitter上表示，“必須對德黑蘭和歐洲发生的恐怖主義行为一视同仁地谴责”。
恐怖组织伊斯兰国宣布对此次袭击负责。